# Eleonora di Garzia di Toledo

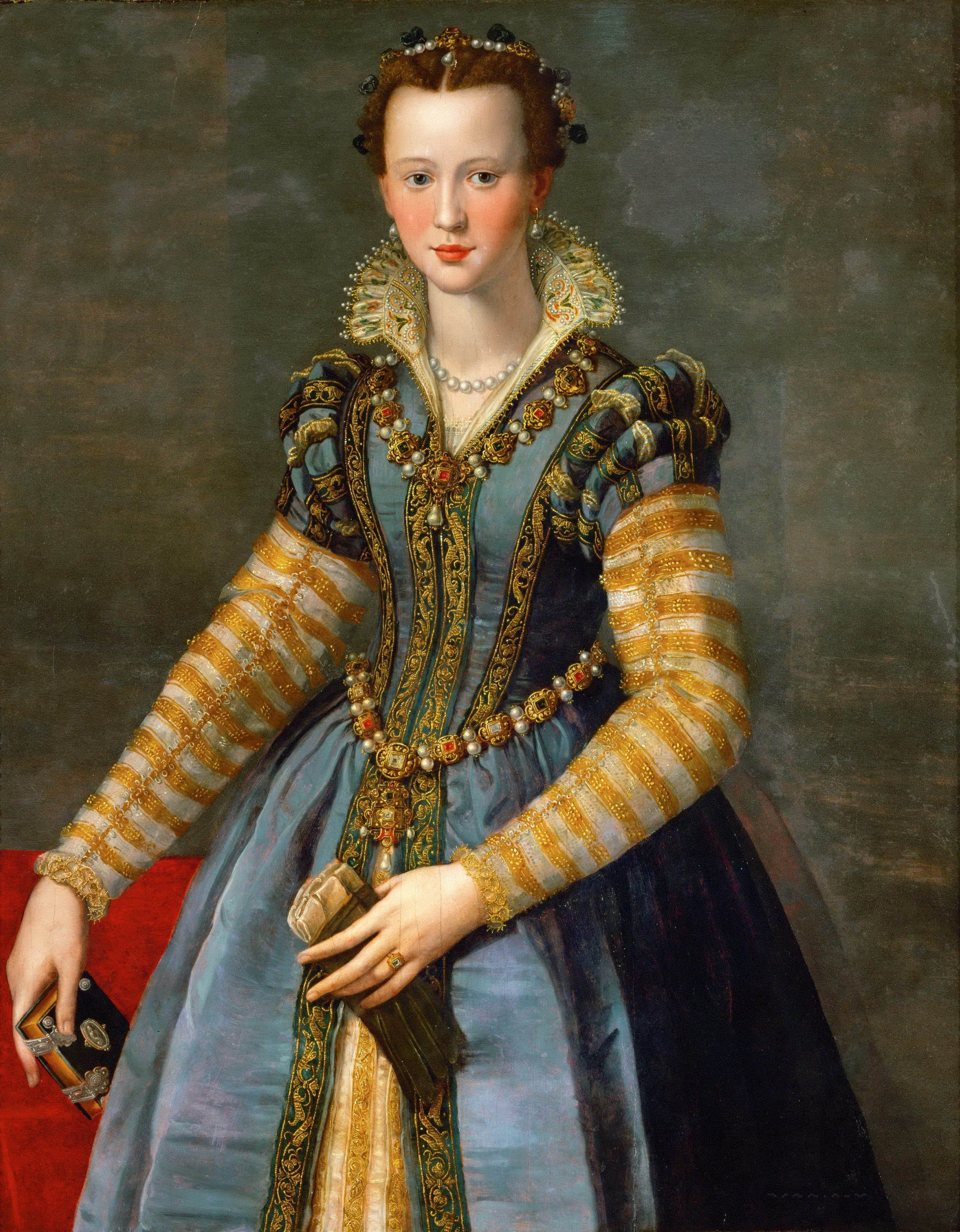
Eleonora di Garcia di Toledo, målad av Alessandro Allori, c. 1571.

Eleonora di Garzia di Toledo, född i Florens mars 1553, död 11 juli 1576, även känd som Leonora och Dianora, var en medlem av huset Medici som gift med Pietro av Medici, son till storhertig Cosimo den store av Toscana. Hon var dotter till den spanske adelsmannen García Álvarez de Toledo y Osorio och Vittoria d'Ascanio Colonna och brorsdotter till Cosimos fru Eleonora av Toledo. 

## Tidigt liv
Eleonora föddes och växte upp i Florens, eftersom hennes far hade en befattning i närheten: hennes mor dog strax efter hennes födelse. Hon förlovades med sin kusin Pietro 1568, uppfostrades av sina blivande svärföräldrar vid hovet i Florens och växte upp med sin blivande svägerska Isabella av Medici, som blev hennes vän och förebild; Isabella övervakade hennes uppfostran efter Eleonora av Toledos död 1562. Hon var omtyckt inom familjen Medici, särskilt av Cosimo och hans döttrar. Hon trolovades med Pietro med tillstånd från Spaniens kung och blev gift 1571. 

## Äktenskap
Pietro beskrivs som aggressiv och mentalt obalanserad. Han vägrade ha samlag med henne ända fram till 1572, medan han dock hade andra kärleksaffärer med kvinnor. Eleonora beskrivs som en levnadsglad och kvick skönhet. Hennes förebild var hennes kusin och svägerska Isabella, som visserligen hade blivit bortgift men som levde separerad från sin otrogne make i Villa Baroncelli, där hon ägnade sig åt konst och litteratur och själv hade kärleksaffärer. Eleonora följde Isabellas exempel genom att leva skild från sin make och ha kärleksaffärer precis som han själv, varav den mest kände var Troilo Orsini; hon umgicks i Isabellas salong, där hon understödde konst och välgörenhet och beskyddade sällskapet Accademia degli Alterati, som stödde poesi, pjäser och utveckling av det toskanska språket. Under storhertig Cosimos regeringstid tolererades även otrohet från kvinnans sida, så länge den sköttes diskret. Cosimos andra fru Camilla Martelli anklagade dock 1573 Eleonora för att ha flirtat med en tjänare, och hon klagade 1575 öppet inför Ferraras ambassadör att maken utnyttjade prostituerade. Hon fick 1573 sonen Cosimo, som fram till sin död 1576 var arvtagare. 

## Mordet på Eleonora
År 1574 avled storhertig Cosimo, och Eleonoras kusin och svåger storhertig Frans I av Toscana besteg tronen. Frans tyckte illa om sällskapslivet och var betydligt mindre tolerant än Cosimo, och även om han själv var otrogen, tyckte han illa om otrohet från kvinnans sida, och var därför mottaglig då Eleonoras och Isabellas män klagade över sina fruars otrohet, något de gjorde av hederskäl snarare än av personlig svartsjuka.           
Eleonoras make Pietro lät 1576 föra henne till lantvillan Villa Medici i Cafaggiolo, där han 11 juni mördade henne genom strypning för otrohet. Sex dagar senare ströps även hennes kusin Isabella av sin man i en lantvilla i Cerreto av samma skäl. Ferraras ambassadör rapporterade 29 juni, att både Eleonora och Isabella hade blivit strypta, att det var allmän vetskap och att många var upprörda över deras död. Eleonora hade gått till sängs efter att ha dansat, då maken kom in i hennes sovrum med ett hundkoppel i handen. Hennes skrik hördes över hela huset, och maken ska ha varit tvungen att kalla in två inhyrda män för att hålla i henne medan han ströp henne. Hon placerades sedan i en kista som köpts in i förväg och begravdes mycket snabbt utan ceremonier.     
Francesco hävdade officiellt att Eleonoras död berodde på en olyckshändelse: en hjärtattack efter ett fall nedför trappan, men mottog protester från Spanien, då Eleonora var spansk undersåte. Han erkände då inför Filip II av Spanien att brodern hade dödat henne för hennes förhållande med Bernadino Antinori, som hade arresterats och strypts i sin cell två dagar före henne, och han visade fram kärleksbrev som bevis. Antiori hade också torterats till att avge en bekännelse om att han och en annan av Eleonoras bekanta, Ridolfi, hade planerat att mörda Piero under ett av hans bordellbesök. Eleonoras bror Pedro Álvarez de Toledo y Colonna krävde rättvisa, men Piero mottog aldrig något straff, utom att förvisas till det spanska hovet.
Eleonoras liv och öde anses nu vara ett viktigt exempel på kvinnors villkor i renässansens Italien.